# 1875 en littérature
| Années de la littérature : 1872 - 1873 - 1874 - 1875 - 1876 - 1877 - 1878    |
| Décennies de la littérature : 1840 - 1850 - 1860 - 1870 - 1880 - 1890 - 1900 |

Cet article présente les faits marquants de l'année 1875 en littérature.

## Essais
- La Crise de la philosophie occidentale de Vladimir Soloviev.
- Critique du programme de Gotha où Karl Marx précise le concept de dictature du prolétariat.
- Actes et paroles - Avant l'exil et Pendant l'exil recueil de textes de Victor Hugo.

## Presse
- Petr Nikitich Tkatchev publie la revue Nabat (le Tocsin) à Genève.

## Poésie
- Les Vaines Tendresses, recueil de Sully Prudhomme.

## Romans
- Roderick Hudson d'Henry James, est publié en feuilleton dans l’Atlantic Monthly à partir de janvier.
- L'Adolescentde Fiodor Dostoïevski est publié dans la revue Les Annales de la Patrie de janvier à décembre.
- L'Esclave Isaura (A Escrava Isaura) de Bernardo Guimarães.
- Esquisses anciennes et nouvelles, recueil d'histoires humoristiques de Mark Twain.
- Quelle époque ! roman satirique d'Anthony Trollope.
- Seule contre la loi, de Wilkie Collins.

- Le Chancellor de Jules Verne, en février (édition originale).
- La Faute de l'abbé Mouret, d’Émile Zola.
- La Main d'écorché,  nouvelle fantastique de Guy de Maupassant.

## Théâtre
- Loups et brebis, d'Alexandre Ostrovski.

## Principales naissances
- 9 avril : Jacques Futrelle, écrivain américain († 15 avril 1912).
- 6 juin : Thomas Mann, écrivain allemand († 12 août 1955).
- 26 juillet : Antonio Machado, poète espagnol († 22 février 1939).
- 1er septembre : Edgar Rice Burroughs, écrivain américain († 19 mars 1950).
- 2 octobre : Violette Bouyer-Karr, écrivaine et journaliste française († 1975).
- 4 décembre : Rainer Maria Rilke, homme de lettres autrichien († 30 décembre 1926).

## Principaux décès
- 23 janvier : Charles Kingsley, écrivain britannique (° 12 juin 1819).
- 1er mars : Tristan Corbière, écrivain français (° 18 juillet 1845).
- 4 mars : Eduard Mörike, écrivain romantique allemand (° 8 septembre 1804).
- 6 avril : Moses Hess, philosophe allemand (° 21 juin 1812).
- 4 août : Hans Christian Andersen, écrivain danois (° 2 avril 1805).
- 22 décembre : Zsigmond Kemény, écrivain hongrois (° 12 juin 1814).